# Філіпп II (герцог Савойський)
Філіпп II Безземельний (італ. Filippo senza Terra; 5 лютого 1438 — 7 листопада 1497) — герцог Савойський в 1496—1497 роках.

## Життєпис
Походив з Савойського дому. Третій син Людовика I, герцога Савойського, та Анни де Лузіньян. Народився 1438 року в Женеві. Отримав від батька графство Брессе.
1461 року представляв батька під час коронації французького короля Людовика IX в Реймсі, після чого залишився в Парижі. 1462 року французький король призначив Філіппа на чолі сотні пікінерів у складі війська, яке повинно було захопити Геную. Замість військових дій Філіпп напав на сановників батька — деяких вбив, а інших катував. По поверненню до Франції Людовик IX наказав арештувати Філіппа та зачинити в замку Лош.
У 1465 році під тиском французького короля Людовика IX брат Філіппа — савойський герцог Амадей IX — змусив його обміняти Брессе на володіння в П'ємонті, внаслідок чого втратив самостійнні сеньорії. За це Філіпп отримав своє прізвисько. У 1467 році від імені брата підписав мирний договір з Галеаццо Марією Сфорца, герцогом Міланським.
У 1470 році вступив у конфлікт з Іоландою Валуа, дружиною Амадея IX. Замиритися їм допоміг французький король. У 1472 році намагався стати регентом при небожеві Філіберті I, але проти цього виступили Генеральні Штати Савої. Того ж року пошлюбив представницю роду Бурбон.
У 1482 році після смерті небожа Філіберта I став опікуном іншого небожа Карло I, який став герцогом Савойським. 1483 року помирає його дружина. 1485 року Філіпп одружився вдруге.
1494 року брав участь у поході французького короля Карла VIII з підкорення Неаполітанського королівства. Потім при відступі французів з Італії захищав Новару від армії Людовіко Сфорца, герцога Міланського.
У 1496 році після смерті внучатого небожа Карло II успадкував Савойське герцогство. Намагався зміцнити становище своєї лінії, влаштувавши шлюб сина з сестрою попереднього герцога. Філіпп II помер 1497 року.

## Родина
1. Дружина — Маргарита, донька Карла I, герцога Бурбонського
Діти:
- Луїза (1476—1531), дружина Карла V, графа Ангулему
- Джироламо (1478)
- Філіберт (1480—1504), герцог Савойський

2. Дружина — Клодіна, донька Жана II де Бросса, графа Пент'євра
Діти:
- Карл III (1486—1553), герцог Савойський
- Людовик (1488—1502)
- Філіпп (1490—1533), герцог Немурський
- Ассолон (1494)
- Джованні (1495)
- Філіберта (1498—1524), дружина Джуліано II ді Медічі, герцога Немурського

- 8 бастардів